# Нітап
Нітап (нід. Nietap) — село в нідерландській провінції Дренте. Входить до муніципалітету Норденвелд.
Його площа становить 0,66 км², а населення станом на 2021 рік складало 870 осіб.